# 紅石電路
紅石電路（英語：redstone circuits）是電子遊戲《我的世界》中基於虛構資源紅石（英語：redstone）製造的衍伸物品。被設計成可以產生與傳遞能量訊號，並可以利用其完成各種機關，甚至在遊戲中製造簡單的電腦。

## 设定
紅石是《我的世界》中的一種虛構資源，於2010年7月作為第三次秘密星期五更新的一部分開始出現在主世界，在此之前遊戲曾引入過齒輪，但在紅石加入後被移除了。紅石可以經由開採礦石獲得，每塊礦石可掉落4到5份紅石粉，除此之外玩家也可以經由殺死女巫、與村民交易、搜刮寶箱等方式來獲取紅石。在叢林神廟、綠林府邸和遠古城市等遊戲中的建築也會自然生成由紅石電路構成的機關，其中遠古城市的紅石房間包含可能以三種不同模式生成的控制入口處的聲控暗門的房間，以及三個旨在向玩家傳授有用的紅石原理的房間：第一個房間展示了紅石比較器可以從許多不同的方塊取得輸出訊號，第二個房間演示了標靶方塊的功能和紅石塊如何作為移動的電源，第三個房間演示了實心方塊可以傳導紅石訊號但遊戲中被視為透明的方塊以及非完整方塊則無法傳導。
置於地面而沒有連接到任何東西的紅石粉會呈現十字形狀，將其與物品或其他紅石相連就可形成能傳導能量的紅石線，可進行90度轉彎，能一次一格地攀爬方塊。當紅石线由諸如拉桿、絆線、按鈕或壓力板之類的設備供能時，紅石線會發出紅光，最大傳輸距離為15個方塊，末端的紅石线會逐漸黯淡至完全失能，使用紅石中繼器可將傳輸距離延長15個方塊。紅石能量可傳導至相鄰方塊，遊戲中的大部分不透明方塊都可傳導，如墙壁内侧的按钮可以给墙壁外侧的电路充能。1根木棍和1份紅石粉能造出紅石火把，9份紅石則能合成紅石塊，部分電源如控制桿會使附著方塊及周邊方塊同步充能，而紅石火把和紅石塊能給上下四方所有的方塊充能，玩家可利用紅石火把塔實現縱向輸能。

## 機制
《我的世界》中的紅石線路僅有兩種狀態：通電時為1，斷電則為0。玩家使用遊戲內建的控制桿、按鈕或壓力板等輸入裝置來控制紅石電路，將其安置在方塊上，以此構建基礎的輸入門和輸出門，這種組合能操控多種輸出行為，如開門或觸發陷阱。若要構建輸入通電時輸出斷電、輸入斷電時輸出通電的更進階的非門電路，玩家需要將輸入裝置連接至方塊，並在方塊另一端放置充當電力來源的紅石火把。紅石火把會在它們被放置的方塊得到供電時關閉，因此可實現複雜的電路模式。紅石中繼器僅單向傳輸電流，且允許玩家為電路添加延遲，將一個紅石中繼器以側向方式激活另一個中繼器，將會鎖定第二個中繼器的開關狀態，這樣電路就可以形成二進位記憶體。在此基礎上，組裝更複雜的運算裝置就成為可能。

## 創作
|                                  | 你有看過人們在《我的世界》裡做出的那些神奇東西嗎？怪物農場！微型超級電腦！甚至有人製作了一台強大到足以運行某個版本的《我的世界》的遊戲內機器！這些東西確實很神奇，但如果沒有那一堆不起眼的紅石粉，它們根本不可能存在。 |
| ——鄧肯·吉爾，minecraft.net的編輯 | |

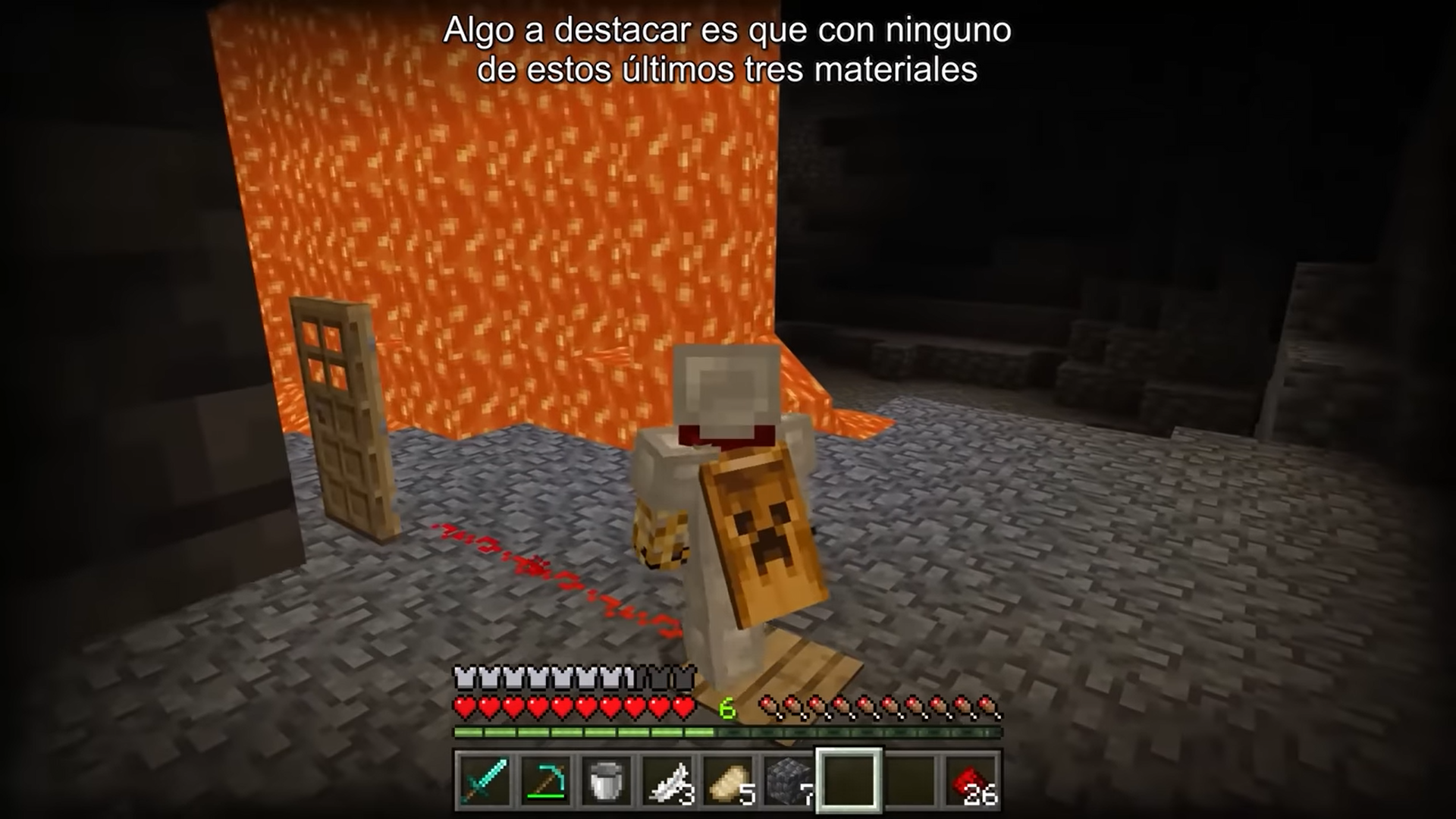
玩家使用壓力板觸發的紅石機關打開一扇門

利用紅石電路，玩家可以用游戏中的方塊製作簡單的機械裝置，例如當角色踩上壓力板時自動開門，或是當南瓜茎上生长出南瓜時激活活塞將其推入流水線，甚至能利用紅石構建的邏輯電路在遊戲世界中組裝出真正可運行的電腦系統。2010年9月，一位名為theinternetftw的玩家在遊戲中利用紅石等材料創造了一個簡單的算術邏輯單元，能夠執行簡單的算術運算，這是《我的世界》中建立的第一台電腦。從那時起，越來越多的電腦在遊戲中被製造出來。玩家Laurens Weyn的Redgame電腦配備了內存和圖形處理器，可以運行程序，甚至可以玩簡單的遊戲。玩家SethBling的新Atari 2600模擬器可以極慢的速度運行和顯示像《大金剛》這樣的遊戲。玩家n00b-asaurus建立的名為Deep Thought的電腦僅需40×40×35的空間即可執行四種不同的運算。2012年添加到遊戲中的指令方塊基於紅石信號運行命令，允許伺服器管理員編寫專屬於其冒險模式的腳本，使其執行任意操作，甚至可能用它來改變遊戲難度。

## 影響
軟體工程師Jason Gregory在《Game Engine Architecture》中評價紅石電路「也許是《我的世界》中最大的天才之舉」。《Game Rant》的William Gifford Backus形容玩家「在使用紅石進行構建時似乎只受到想像力的限制」。《遊戲葡萄》評價紅石電路「代表了效率、程序，以及工業的可能性」，將《我的世界》「從冷兵器時代，一口氣跨越到工業時代」。《我的世界》的持有者微軟在其2016年的Windows 10更新計劃中採用「紅石」為代號。能夠模擬電路的特性也為紅石材料提供了融入工程學課程的機會。